# Михалково (Болгарія)
Миха́лково (болг. Михалково) — село в Смолянській області Болгарії. Входить до складу общини Девин.

## Населення
За даними перепису населення 2011 року у селі проживали 306 осіб, з них 290 осіб (99,0 %) — болгари.
Розподіл населення за віком у 2011 році:
Динаміка населення: